# Kundalli, Somvarpet
Kundalli là một làng thuộc tehsil Somvarpet, huyện Kodagu, bang Karnataka, Ấn Độ.